# École Shijō
L' école Shijō (四条派, -ha), également connue sous le nom d'école « Maruyama-Shijō », est une école de peinture japonaise fondée par Maruyama Ōkyo (1733-1795) et son ancien étudiant Matsumura Goshun (Matsumura Gekkei) (1752-1811).

## Histoire et style

### L'École de Nagasaki
Le naturalisme était, au début du siècle, comme une mode à Nagasaki. Le peintre chinois de fleurs et oiseaux Shen Quan était arrivé à Nagasaki en 1731 avec deux étudiants, trouvant de nombreux étudiants japonais après son arrivée au point de générer l'École Nanpin ou École de Nagasaki. Ils mêlaient le naturalisme occidental et un genre de naturalisme chinois  Les importations par les Hollandais des ouvrages scientifiques et des gravures utilisées dans des objets similaires à des stéréoscopes (dans les années 1751-1764) ont apporté d'autres incitations au naturalisme détaillé, à l'étude de la perspective qu'avait théorisée la culture occidentale. Leurs pratiques devaient marquer d'autres artistes comme les peintres Nanga (Bunjin-ga) et l'École Maruyama-Shijō.

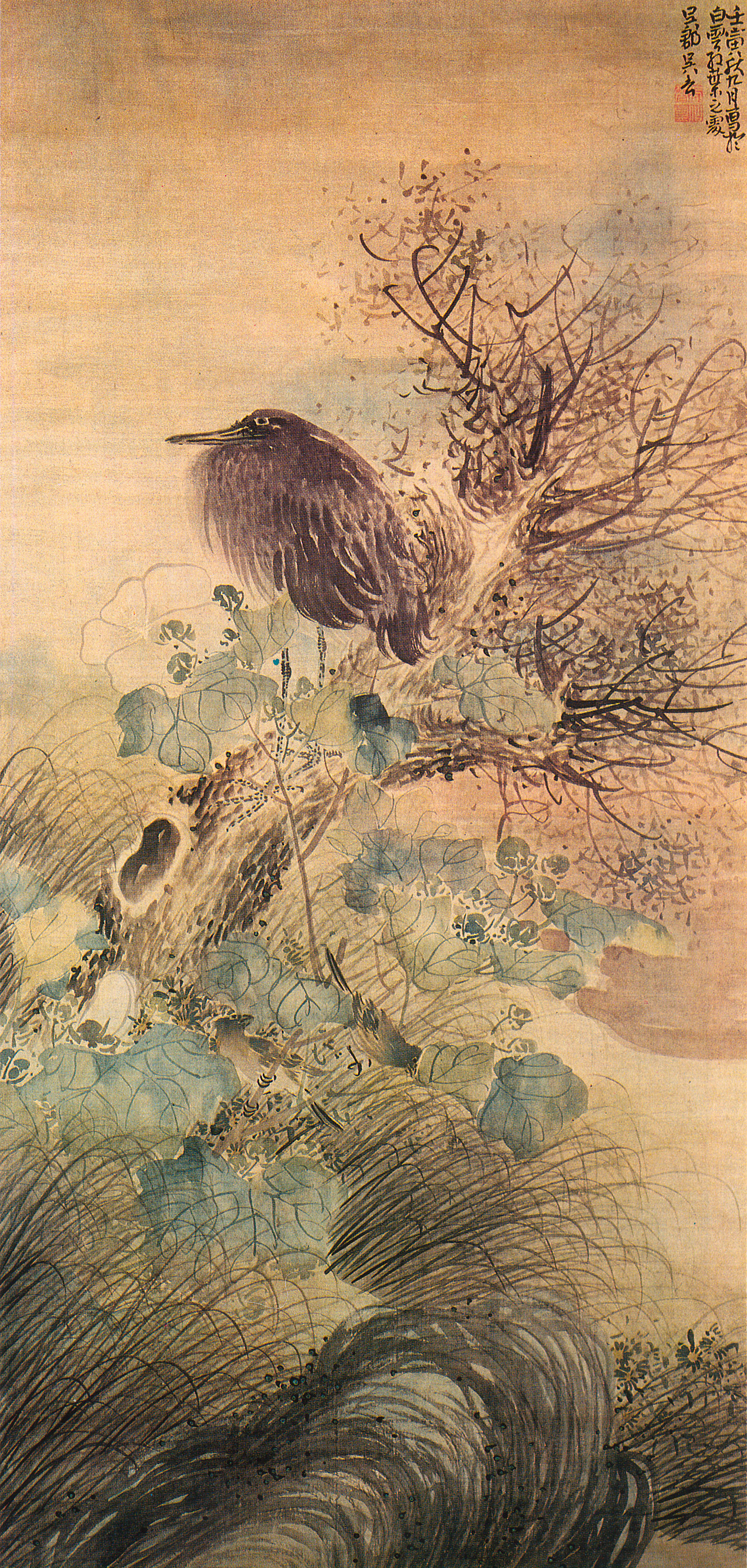
Matsumura Goshun, Hibiscus et héron bleu sur une souche, 1782. Rouleau suspendu. Encre et couleurs sur soie, 126 x 60 cm.

### L'École Maruyama-Shijō
L'École Maruyama-Shijō fait partie des diverses écoles mineures dont l'ensemble constitue la plus grande école de Kyoto. L'École Maruyama-Shijō tient son nom de la rue de Kyoto où étaient fixés de nombreux artistes. Littéralement, Shijō signifie « quatrième avenue ». Ses principaux clients sont de riches marchands dans et autour de Kyoto et Osaka (le Kamigata) mais elle fait également appel aux familles aristocrates établies et aux familles d'artisans de la capitale impériale à la fin des XVIIIe et XIXe siècles.
Du point de vue du style, l'École Maruyama-Shijō peut le mieux se définir comme une synthèse de deux styles rivaux à cette époque. Maruyama Ōkyo, peintre expérimenté et expert en peinture à l'encre sumi-e, parvient à un haut degré de réalisme dans ses créations, mettant l'accent sur l'observation directe des sujets représentés.  
Avec une telle démarche naturaliste, issu de la vogue de l'École de Nagasaki, il se place en opposition directe avec les écoles officielles de l'époque, Kanō et Tosa, qui mettent, au contraire, en valeur l'aspect décoratif de sujets où la forme stylisée que leur donne le peintre est essentielle. Cette méthode traditionnelle des écoles Kanō et Tosa est enseignée aux étudiants par la copie des peintures des maîtres anciens. À cette époque, le nom des écoles Kanō et Tosa est devenu synonyme de  formalisme rigide. 
Les artistes de l'École Maruyama-Shijō cherchent à concilier les différences entre ces deux styles, réalisme et formalisme, créant des œuvres qui font la synthèse des meilleurs éléments des deux.
Le style de l'école se concentre sur un réalisme objectif influencé par l'Occident mais réalisé avec les techniques traditionnelles de la peinture japonaise. Il se concentre moins sur la représentation exacte de son sujet, que sur l'expression de l'« esprit intérieur » du sujet et possède généralement un élément de jeu et d'humour par rapport à l'école Maruyama. Ses motifs les plus populaires sont les paysages tranquilles, Kacho (fleur et oiseau), les animaux, et les sujets traditionnels de tradition poétique et confucéenne chinoise, mais il est généralement peu ou pas du tout intéressé par les légendes, l'histoire, ou la littérature classique.
Un des artistes, de cette école, les plus connus en Occident est Mori Sosen, renommé pour le grand nombre de peinture de singes qu'il a réalisées. Shibata Zeshin est aussi souvent rapproché de l'école Shijō bien qu'il travaille dans beaucoup d'autres styles et sur d'autres media, en particulier les objets laqués et la peinture laquée.
Un certain nombre d'artistes cependant, se rebellent contre le réalisme d'Ōkyo et créent l'école Bunjin-ga (images du Sud), en basant leur style largement sur l'ancienne « École du Sud », école majoritaire de la peinture de lettrés pratiquée par la peinture chinoise et auparavant aussi bien imitée au Japon qu'en Corée. Mais dans ces deux pays, au XVIIIe siècle de nouvelles tendances apparaissent, plus tournées vers l'observation du réel.
Ce style rencontre un grand succès à Osaka et Kyoto, mais très peu à Edo.

Mori Sosen. Singes dans un cerisier. Encre et couleurs sur soie, 121.7 x 63.5 cm. Cleveland Museum of Art

## Artistes de l'école Maruyama-Shijō
- Mori Sosen (1747-1821)
- Matsumura Goshun (1752-1811).
- Matsumura Keibun (1779-1843)
- Kikuchi Yōsai (1781-1878)
- Watanabe Kazan (1793-1841)
- Shibata Zeshin (1807-1891)
- Ohara Shoson (Koson) (1877-1945)